# Diktel
Diktel (népalais : दिक्तेल) est une ville du Népal située dans la zone de Sagarmatha et chef-lieu du district de Khotang. Au recensement de 2011, la ville comptait 8 867 habitants.